# 江苏省未成年犯管教所
江苏省未成年犯管教所是江苏省人民政府司法厅监狱管理局的直辖单位，位于句容市东门外。主要收押、改造江苏省被判刑的未成年犯。与镇江女子监狱合署办公。
管教所的历史可追溯至1954年在安徽省郎溪县成立的少管所，是中华人民共和国最早建成的9个少管所之一。1960年，迁至今址。2004年，改称现名。占地1.5平方公里。2012年及之前，在国家统计局网站统计中，所在区域以江苏省第一少年管教所之名列为句容市的一个类似乡级单位。